# Dabbel Trabbel
Dabbel Trabbel és una pel·lícula de comèdia romàntica alemanya del 1981 dirigida per Dorothea Neukirchen amb la debutant al cinema Gudrun Landgrebe com a protagonista femenina. La seva parella masculina és Jochen Schroeder.

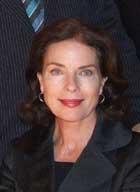
Gudrun Landgrebe debuta com a protagonista en un llargmetratge

## Argument
De fet, l'advocada Anke Lohde i el seu marit una mica més jove Philip, que com ella és llicenciat i està a punt d'iniciar una carrera d'alt funcionari al ministeri de Bonn, són una parella feliç i moderna. Però tot i que tot -professionalment i privadament- sembla estar en equilibri per a ell, a l'Anke encara li falta alguna cosa per la "relació perfecta" més enllà del luxe de la carrera i la vida: vol un fill! Ara això està completament en desacord amb el que vol en Philip, ja que no se sent preparat per prendre una decisió tan seriosa i creu que les coses haurien de seguir com estan. I així segueix inventant nous trucs i excuses per evitar ser pare.
Un dia, Anke diu prou: deixa el seu marit a casa, que no vol tenir fills, per buscar un substitut que estigui “més disposat a ser pare”. Això desperta una gelosia ferotge en Felip. El seu marit no té ni idea que l'Anke defuig la infidelitat amb un desconegut en l'últim moment. La baralla tangible entre Anke i Philip fa que finalment tots dos acabin al llit, l'un amb l'altre, i de manera força inesperada neix un nen. S'ha iniciat un procés de maduració, i després de vendre la seva casa, la parella s'adona que estaven fets l'un per l'altre i que la paternitat no és necessàriament el pitjor...

## Repartiment
- Gudrun Landgrebe: Anke Lohde
- Jochen Schroeder: Dr. Felip Lode
- Marie-Charlott Schüler: Lisa
- Sabine Andreas: Bille
- Ilse Bahrs: àvia Tillich
- Karin Mumm: Ulrike
- Eberhard Feik: Broker Wiedehop
- Anton Rattinger: Dr. Hiendl
- Philip Adamo: Jeff
- Hagen Mueller-Stahl: notari
- Christine Gerlach: Doctora
- Uta Radeke: Sra Meurer
- Pascal Mundt: Home amb vestit de vol
- Gerd Udo Heinemann: Arquitecte

## Producció
Dabbel Trabbel es va rodar el juny de 1981 a Bonn, a la costa francesa i a Amsterdam i es va estrenar el 7 de maig de 1982.
Renée Gundelach va assumir el disseny de producció, Christine Carben-Stolz la direcció de producció. Jürgen Rieger va dissenyar les estructures de la pel·lícula, Karin Berking el vestuari. Va participar en la secció "Nous realitzadors" del Festival Internacional de Cinema de Sant Sebastià 1982.

## Crítiques
La revista Cinema va dir: “En termes de problemes de relació moderns, potser les comèdies alemanyes ara també estan trobant els seus peus [sic!]. ... Dorothea Neukirchen es va aventurar en aquest difícil gènere amb el seu primer llargmetratge. La matèria primera de la seva comèdia "Dabbel Trabbel" podria haver estat copiada lliurement de la vida real."
El Lexikon des internationalen Films diu: "Un intent infructuós d'una comèdia que només ofereix dites pseudocrítiques en lloc de diàlegs divertits i es manté formalment a un nivell televisiu conservador."